# Grignardova reakce
Grignardova reakce, pojmenovaná po francouzském chemikovi Victoru Grignardovi, je reakce alkyl- nebo arylmagnesiumhalogenidů s elektrofilními sloučeninami, například karbonylovými.
Jejím výsledkem je tvorba nových vazeb uhlík-uhlík, ale i vazeb uhlíku s heteroatomy, např. s fosforem nebo křemíkem.  Je proto velmi často využívána v organické syntéze.
Za objev Grignardových činidel a jejich chemických reakcí získal Victor Grignard v roce 1912 Nobelovu cenu. Jejich nevýhodou je, že snadno reagují s protickými rozpouštědly jako je voda, se sloučeninami obsahujícími kyselé atomy vodíku, jako jsou alkoholy nebo aminy, a s kyslíkem. Při jejich přípravě i reakcích je proto třeba vyloučit přítomnost vody i kyslíku. Jako rozpouštědla se obvykle používají bezvodé ethery, hlavně diethylether nebo tetrahydrofuran. Volné elektrony kyslíkových atomů v těchto etherech totiž Grignardovo činidlo stabilizují.
Adice Grignardova činidla ke karbonylové skupině probíhá obvykle přes šestičlenný přechodový stav: 

## Příprava Grignardových činidel
Grignardova činidla se připravují přidáváním alkyl- nebo arylhalogenidů (jodidů, bromidů nebo chloridů) do suspenze kovového hořčíku v etherech, nejlépe v ochranné atmosféře dusíku nebo argonu. Reakce často začíná neochotně, takže je vhodné povrch hořčíku aktivovat např. jodem nebo 1,2-dibromethanem. Mnoho Grignardových činidel dnes není třeba připravovat, protože jsou komerčně dostupná.

## Reakce Grignardových činidel
Reakce s karbonylovými sloučeninami shrnuje následující schema:
Grignardova činidla reagují i s různými dalšími elektrofilními sloučeninami: